# Hamelia macrantha
Hamelia macrantha är en måreväxtart som beskrevs av Elbert Luther Little. Hamelia macrantha ingår i släktet Hamelia och familjen måreväxter. Inga underarter finns listade i Catalogue of Life.